# Чалий Ярослав Михайлович
Яросла́в Миха́йлович Ча́лий (25 червня 1966, Черкаси — 18 серпня 2015, м. Горлівка Донецька область) — український воїн. Старший лейтенант Збройних Сил України. Командир розвідувального взводу 17-го окремого мотопіхотного батальйону 57-ї окремої механізованої бригади ЗСУ.

### Життєпис
До війни був офіцером запасу, в Черкасах мав власний бізнес. Із загостренням конфлікту на сході країни пішов воювати як доброволець батальйону «Айдар».

### Обставини загибелі
14 серпня 2015 потрапив під мінометний обстріл неподалік Горлівки. Через численні осколкові поранення доправлений на лікування до Харкова. 18 серпня 2015 р. помер у лікарні.
Місце поховання: м. Черкаси.

## Нагороди
- Орден Богдана Хмельницького III ст. (25 листопада 2015, посмертно) — за особисту мужність і високий професіоналізм, виявлені у захисті державного суверенітету та територіальної цілісності України, вірність військовій присязі[1]

- 17 листопада 2016 року — нагороджений відзнакою «Почесний громадянин міста Черкаси»[2].